# رولاند بلوم
رولاند بلوم (بالفرنسية: Roland Blum) (و. 1945 – م) هو سياسي، من فرنسا، هو عضوٌ في الاتحاد من أجل حركة شعبية، والاتحاد من أجل الديمقراطية الفرنسية.

## مناصب
تولى منصب عضو الجمعية الوطنية الفرنسية (20 يونيو 2007–19 يونيو 2012)"M. Roland Blum : Assemblée Nationale". مؤرشف من الأصل في 2018-10-02.، وعضو الجمعية الوطنية الفرنسية (19 يونيو 2002–19 يونيو 2007)، وعضو الجمعية الوطنية الفرنسية (12 يونيو 1997–18 يونيو 2002)، وعضو الجمعية الوطنية الفرنسية (2 أبريل 1993–21 أبريل 1997)، وعضو الجمعية الوطنية الفرنسية (23 يونيو 1988–1 أبريل 1993)، وعضو الجمعية الوطنية الفرنسية (2 أبريل 1986–14 مايو 1988)، ورئيس بلدية، وعضو المجلس العام، وعضو البرلمان الأوروبي.

## التعليم
تعلم في معهد الدراسات السياسية آيكس أومبروفينس.

## جوائز
حصل على جوائز منها:
- وسام جوقة الشرف من رتبة فارس.